# Tekaranga
Tekaranga ist ein Ort am Nordende des Maiana-Atolls in den zum Inselstaat Kiribati gehörenden Gilbertinseln im Pazifischen Ozean mit einer Landfläche von 0,11 km². 2020 hatte der Ort 178 Einwohner.

## Geographie
Tekaranga liegt mit dem Flugplatz Maiana (MNK, NGMA) am Nordende des Haupt-Motus von Maiana. Nach Südosten schließt sich Tematantongo an und im Westen liegt der Ort Tebikerai auf dem gleichnamigen Motu. In Tekaranga gibt es ein Versammlungshaus.

## Klima
Das Klima ist tropisch heiß, wird jedoch von ständig wehenden Winden gemäßigt. Ebenso wie die anderen Orte des Maiana-Atolls wird Tekaranga gelegentlich von Zyklonen heimgesucht.